# Кіфаред
Кіфаред (грец. κιθαροιδός) — в Давній Греції співак, що акомпанував собі на музичному інструменті кіфарі, зачіпаючи струни пальцями або плектром.
Кіфаред — одна з епіклес Аполлона, оскільки кіфара вважалась саме його інструментом, на відміну від авлоса — інструмента Діоніса.